# Marija Filipowa
Marija Filipowa (ur. 10 września 1982 w Sofii) – bułgarska siatkarka grająca na pozycji libero, reprezentantka kraju. Od sezonu 2015/2016 występuje w drużynie Telekom Baku.

## Sukcesy klubowe
Puchar Bułgarii:
- 2002, 2003

Mistrzostwo Bułgarii:
- 2002, 2003

Puchar Francji:
- 2007

Mistrzostwo Francji:
- 2007

Puchar Rumunii:
- 2009

Mistrzostwo Rumunii:
- 2009, 2010

Puchar Challenge:
- 2012
- 2011

Mistrzostwo Azerbejdżanu:
- 2017
- 2012, 2016

## Sukcesy reprezentacyjne
Liga Europejska:
- 2010, 2012
- 2009, 2011, 2013

## Nagrody indywidualne
- 2009: Najlepsza libero Ligi Europejskiej
- 2010: Najlepsza libero Ligi Europejskiej
- 2012: Najlepsza libero i przyjmująca ligi azerskiej w sezonie 2011/2012